# Aleppói robbantások
A 2016. április-májusi aleppói bombázások olyan, 2016. április végén indított heves bombarobbanások sorozata volt, mely Aleppó mind a felkelők, mind a kormányerők kezén lévő részeit sújtotta. 

## A támadások

### Az Al-Quds Kórház
2016. április 28-án az Orvosok Határok Nélkül és a Nemzetközi Vöröskereszt által támogatott al-Quds kórházat Aleppó felkelők kezén lévő részén egymás után 4 légi találat érte. A robbantások során a kórház összedőlt, és 14-50 ember vesztette életét. Köztük volt 3 gyermek és 2 orvos, akik egyike gyermekgyógyász volt. Az USA külügyminisztériuma szerint Szíria kormánya felelős a támadásért.

### Malla Khan mecset
Április 29-én a város kormány kezén lévő részén érte találat a Malla Khan mecsetet. Itt legalább 15 ember halt meg. A szír kormány szerint szír felkelők álltak a támadások mögött.

### Al-Dabit kórház
Május 3-án felkelők lőtték a város kormány kezén lévő felét, és eközben 19 embert megöltek. Az egyik bomba egy kórházba csapódott, ahol kormányzati források szerint 3 ember meghalt, 17 pedig megsebesült.

## Reakciók
- Amerikai Egyesült Államok – Az amerikai külügyminisztériumot „bántotta az Orvosok Határok Nélkül és a Nemzetközi Vöröskereszt által fenntartott aleppói al-Quds kórház ellen elkövetett tegnapi légi támadás, melyben egy tucatnyi ember meghalt, köztük gyermekek, kórházi alkalmazottak és betegek is.”[6]
- Egyesült Nemzetek Szervezete – Az ENSZ szíriai képviselője, Staffan de Mistura elítélte az al-Quds kórház elleni támadást, és azt háborús bűncselekményként jellemezte.[7] Az ENSZ Emberi Jogi biztosa szintén úgy jellemezte a történteket, hogy azok „a konfliktusban részt vevő összes fél részéről az emberéiet semmibevétele”.[8]
- Franciaország – Franciaország kormánya "hangsúlyosan elítéli az aleppói Al Quds Kórház elleni támadást, és a Nemzetközi Szíriatámogató Csoport ülésének azonnali összehívását kezdeményezte.”[9]
- Katar – Katarnak az Arab Ligába akkreditált küldötte egy találkozó összehívását kezdeményezte, ahol azokat a „szörnyű eszkalálódásokat és tömegmészárlásokat” kell megbeszélni, „ melyeknek a szíriai rezsim alatt élő civilek vannak kitéve, és melyeknek több száz polgári áldozata és sebesültje van.”[10]